# Phiala subiridescens
Phiala subiridescens is een vlinder uit de familie van de Eupterotidae. De wetenschappelijke naam van de soort is voor het eerst voorgesteld als Stibolepis subiridescens door William Jacob Holland in een publicatie uit 1893.
De spanwijdte van het mannetje bedraagt 34 millimeter en van het vrouwtje 54 millimeter.
De soort komt voor in Gabon en Congo-Brazzaville.